# Odette Mistoul
Odette Mistoul (née le 22 février 1959) est une athlète gabonaise, spécialiste du lancer du poids.

## Biographie
Elle remporte à trois reprises le titre du lancer du poids des Championnats d'Afrique en 1979, 1982 et 1984, et obtient par ailleurs la médaille de bronze en 1985. 
En 1984 elle participe aux Jeux olympiques et prend la 13e place au poids.

### Palmarès
| Date | Compétition            | Lieu     | Résultat | Épreuve         |
| ---- | ---------------------- | -------- | -------- | --------------- |
| 1979 | Championnats d'Afrique | Dakar    | 1re      | Lancer du poids |
| 1982 | Championnats d'Afrique | le Caire | 1re      | Lancer du poids |
| 1984 | Championnats d'Afrique | Rabat    | 1re      | Lancer du poids |
| 1985 | Championnats d'Afrique | Le Caire | 3e       | Lancer du poids |

### Records
| Épreuve          | Performance | Lieu       | Date            |
| ---------------- | ----------- | ---------- | --------------- |
| Lancer du poids  | 15,51 m     | Rabat      | 15 juillet 1984 |
| Lancer du disque | 36,31 m     | Libreville | 20 avril 1986   |